# القلعة (فلم)
القلعة هو فيلم جزائري صدرَ سنة 1988 من تأليف وإخراج محمد الشويخ. الفيلمُ من بطولة الممثل جيلالي عين تيدلس وآخرون، وقد فازَ بجائزة أفضل تصوير سينمائي (المصوّر علال يحياوي) في الدورة الحادية عشرة للمهرجان الأفريقي للسينما والتلفزيون التي أُقيمت في واغادوغو عام 1989.

## القصّة
تدورُ أحداث الفيلم الكوميدي والمأساوي في الوقتِ ذاته على خلفية عدم المساواة بين الجنسين، حيثُ يتتبَّعُ الفيلمُ المغامرات العاطفيّة للشاب قدور والذي يُزوَّج زواجًا مدبرًا حتى يكونُ له درسًا من كبار السن.

## طاقم التمثيل
- جيلالي عين تيدلس
- خالد بركات
- فاطمة بلحاج
- مومو